# تشارلز هان
تشارلز هان (بالفرنسية: Charles Hahn)‏ هو مجدف فرنسي، ولد في 5 يوليو 1893 في ستراسبورغ في فرنسا، وتوفي في 1 مارس 1986 في Rainau ‏ في ألمانيا.

## وصلات خارجية
- تشارلز هان على موقع الاتحاد الدولي للتجديف (الإنجليزية)
- تشارلز هان على موقع أوليمبيديا (الإنجليزية)